# Lord Jim (film 1925)
Lord Jim – amerykański niemy film dramatyczny z 1925 roku na podstawie powieści Josepha Conrada pt. Lord Jim. Reżyseria: Victor Fleming; scenariusz: George C. Hull, John Russell; zdjęcia: Faxon M. Dean.

## Obsada
- Percy Marmont	– Lord Jim
- Shirley Mason	– Jewel
- Noah Beery – Captain Brown
- Raymond Hatton – Cornelius
- Joseph J. Dowling – Stein (as Joseph Dowling)
- George Magrill – Dain Waris
- Duke Kahanamoku – Tamb Itam